# Monulphus
Monulphus (auch Monulf, Monulfus, Mondolf, Mondolphus; † 16. Juli 599 in Maastricht) war Bischof von Tongeren-Maastricht und wird als Heiliger verehrt.

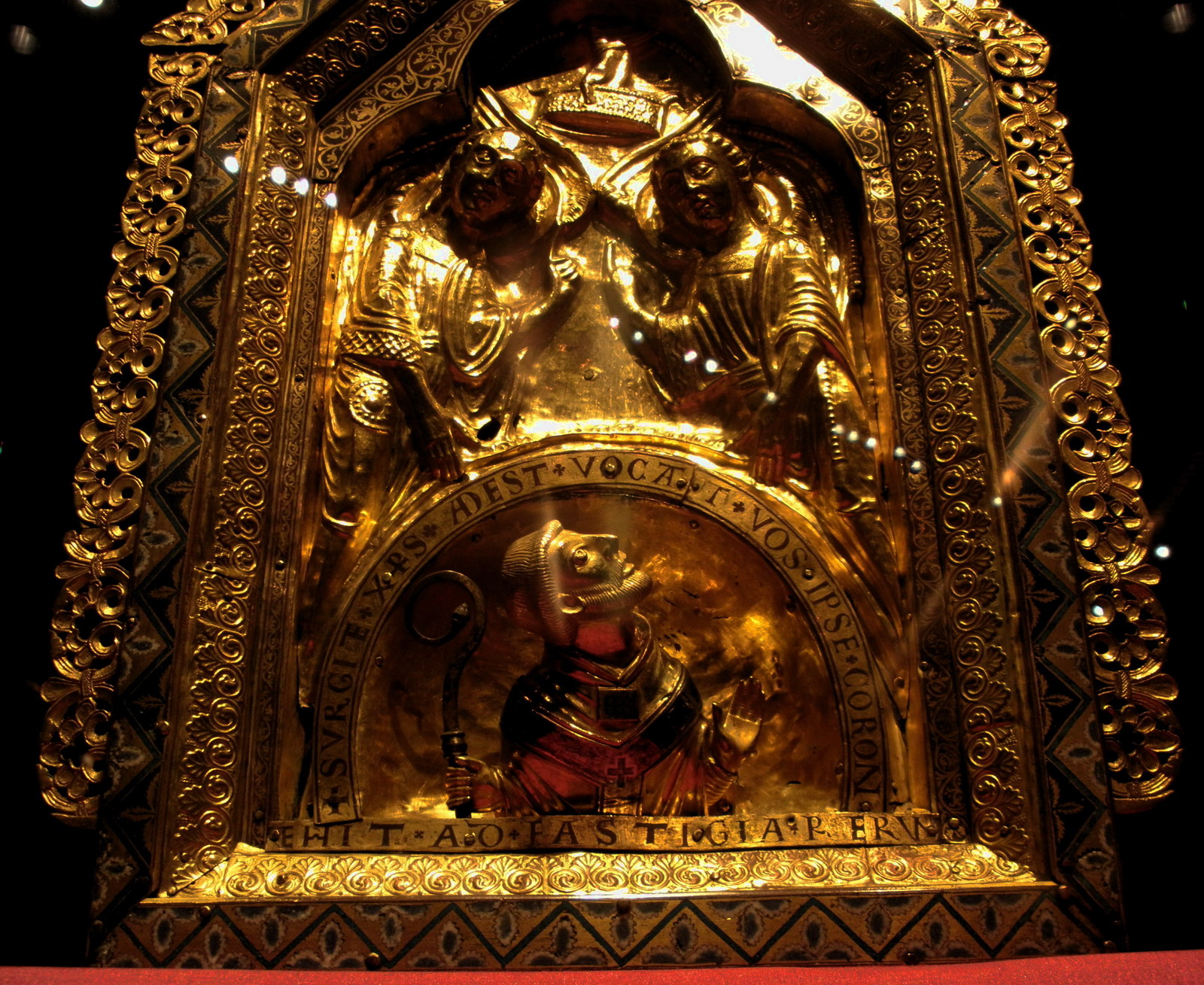
Reliquiar des Monulphus

## Leben
Monulphus war der erste Bischof von Tongeren-Maastricht, der seinen Vorgänger Servatius verehrte. Die Kapelle über dem Grab des Servatius war inzwischen verfallen. Daher hat er in Maastricht zwischen 560 und 580 eine Kirche (templum magnum) für Servatius an Stelle der späteren Servatiuskirche erbauen lassen. Er ließ die Gebeine feierlich in das neue Gotteshaus überführen. Es gibt die These, dass er den Sitz des Bistums von Tongeren nach Maastricht verlegte. Auch wird ihm der Bau einer Kapelle in Lüttich und anderer Bauten zugeschrieben. Nach seinem Tod wurde er in der von ihm erbauten Servatiuskirche in Maastricht beigesetzt und sein Sarkophag in der Mitte der Kirche aufgestellt. 
Monulphus wurde 1039 in Anwesenheit Kaiser Heinrichs III. zum Heiligen erhoben. Sein Gedenktag ist der 16. Juli. Monulphus wird meist zusammen mit seinen Nachfolger Gondulphus verehrt, besonders in Aachen. Dort sollen sie der Sage nach im Jahre 805 als Skelette zur Einweihung des Aachener Doms angereist sein, woraufhin später die dortige Klappergasse ihren Namen erhielt.